# Juan Carlos Letelier
Pour les articles homonymes, voir Letelier.
Juan Carlos Letelier Pizarro (né le 20 mai 1959  à Valparaíso) est un footballeur chilien. 
Cet attaquant a disputé 57 matches et marqué 18 buts pour l'équipe nationale du Chili entre 1979 et 1989. 
Il a disputé la coupe du monde 1982 en Espagne, inscrivant un but lors du troisième match contre l'Algérie. Avec le Chili, il fut également finaliste de la Copa America 1987. À cette occasion, il contribue à la victoire historique des chiliens contre le Brésil (4-0), en inscrivant un doublé.

## Statistiques

### En sélection nationale
| Saison                | Sélection             | Phases finales        | Phases finales | Phases finales | Éliminatoires CDM | Éliminatoires CDM | Matchs amicaux | Matchs amicaux | Total | Total |
| Saison                | Sélection             | Compétition           | M              | B              | M                 | B                 | M              | B              | M     | B     |
| --------------------- | --------------------- | --------------------- | -------------- | -------------- | ----------------- | ----------------- | -------------- | -------------- | ----- | ----- |
| 1979                  | Chili                 | Copa América 1979     | -              | -              | -                 | -                 | 2              | 0              | 2     | 0     |
| 1982                  | Chili                 | Coupe du monde 1982   | 2              | 1              | -                 | -                 | 3              | 1              | 5     | 2     |
| 1983                  | Chili                 | Copa América 1983     | 4              | 1              | -                 | -                 | 8              | 5              | 12    | 6     |
| 1984                  | Chili                 | -                     | -              | -              | -                 | -                 | 1              | 0              | 1     | 0     |
| 1985                  | Chili                 | -                     | -              | -              | 4                 | 1                 | 10             | 2              | 14    | 3     |
| 1987                  | Chili                 | Copa América 1987     | 4              | 3              | -                 | -                 | 1              | 0              | 5     | 3     |
| 1989                  | Chili                 | Copa América 1989     | 3              | 1              | 3                 | 3                 | 12             | 0              | 18    | 4     |
| Total sur la carrière | Total sur la carrière | Total sur la carrière | 13             | 6              | 7                 | 4                 | 37             | 8              | 57    | 18    |